# Łódzki Okręg Wojskowy
Łódzki Okręg Wojskowy (DOW VI) – terenowy organ wykonawczy Ministra Obrony Narodowej w sprawach operacyjno-obronnych istniejący w latach 1945−1946. Siedziba dowództwa Okręgu: Łódź.

## Historia Okręgu
Dowództwo Okręgu Wojskowego Łódź zostało sformowane w lutym 1945 według etatu nr D1/17. W jego skład wchodziły:
- dowództwo
- oddziały: ogólnoorganizacyjny, mobilizacji i uzupełnień oraz administracyjno-gospodarczy
- wydział polityczno-wychowawczy
- kwatermistrzostwo
- referaty: szyfrów, zdrowia i transportowy
- wojskowy sąd okręgowy i prokuratura
- plutony: wartowniczy i transportowy.

Okręg objął swoim zasięgiem województwa łódzkie i kieleckie.
Rozkazem z 22 sierpnia 1945 Dowództwo Łódzkiego OW zostało przeformowane na etat nr 1/46 okręgu kategorii I. Od 5 listopada 1945 Dowództwo OW Łódź otrzymało skróconą nazwę "DOW VI".
W 1946 Dowództwo OW VI przeniesiono na nowy etat dowództwa okręgu typu D. W jego składzie znajdowało się:
- dowództwo i sztab
- zarząd polityczno-wychowawczy
- wydziały: inżynieryjno-saperski, lotniskowy, personalny i finansowy
- inspektoraty: broni pancernej i artylerii
- kwatermistrzostwo

We wrześniu 1946 Dowództwo OW VI zostało rozformowane. Terytorium województwa bydgoskiego wraz ze znajdującymi się tam jednostkami przekazano Dowództwu OW II w Bydgoszczy, terytorium województwa łódzkiego Dowództwu OW III w Poznaniu, a terytorium województwa kieleckiego Dowództwu OW VII w Lublinie.
Do podstawowych zadań OW należały:
- mobilizacja osobowa i zaopatrzenie materiałowe jednostek,
- zabezpieczenie procesu szkolenia oddziałów,
- nadzór gospodarczy i ścisła współpraca z organami administracji terenowej oraz radami narodowymi.

## Jednostki podległe dowódcy Łódzkiego OW
1946
- 18 Dywizja Piechoty w Skierniewicach
- 1 Brygada Piechoty Zmotoryzowanej
- 52 Samodzielny Pułk Artylerii Samochodowej w Zgierzu
- 2 pułk saperów
- 3 batalion chemiczny
- 3 liniowo-eksploatacyjny batalion łączności
- kompania łączności OW w Łodzi

## Obsada personalna DOW-VI
Dowódcy okręgu
- płk Cyprian Jakunin (p.o. III - IV 1945)
- płk Władimir Radziwanowicz (p.o. kwiecień 1945)
- gen. dyw. Bolesław Zarako-Zarakowski (IV 1945 - XII 1946)

Dowódcy artylerii (od kwietnia 1946 – okręgowi inspektorzy artylerii)
- płk Borys Charkiewicz (8 X – 25 XI 1945)
- płk Czesław Szystowski (25 XI 1945 – 1 IX 1946)
- płk Antoni Wereszczyński (1 IX – 30 XI 1946)